# Witte Nete
Witte Nete är ett vattendrag i Belgien.   Det ligger i provinsen Antwerpen och regionen Flandern, i den nordöstra delen av landet, 60 km nordost om huvudstaden Bryssel.
Omgivningarna runt Witte Nete är en mosaik av jordbruksmark och naturlig växtlighet. Runt Witte Nete är det tätbefolkat, med 276 invånare per kvadratkilometer.